# Prix Nestroy de Théâtre pour l'ensemble de leur œuvre

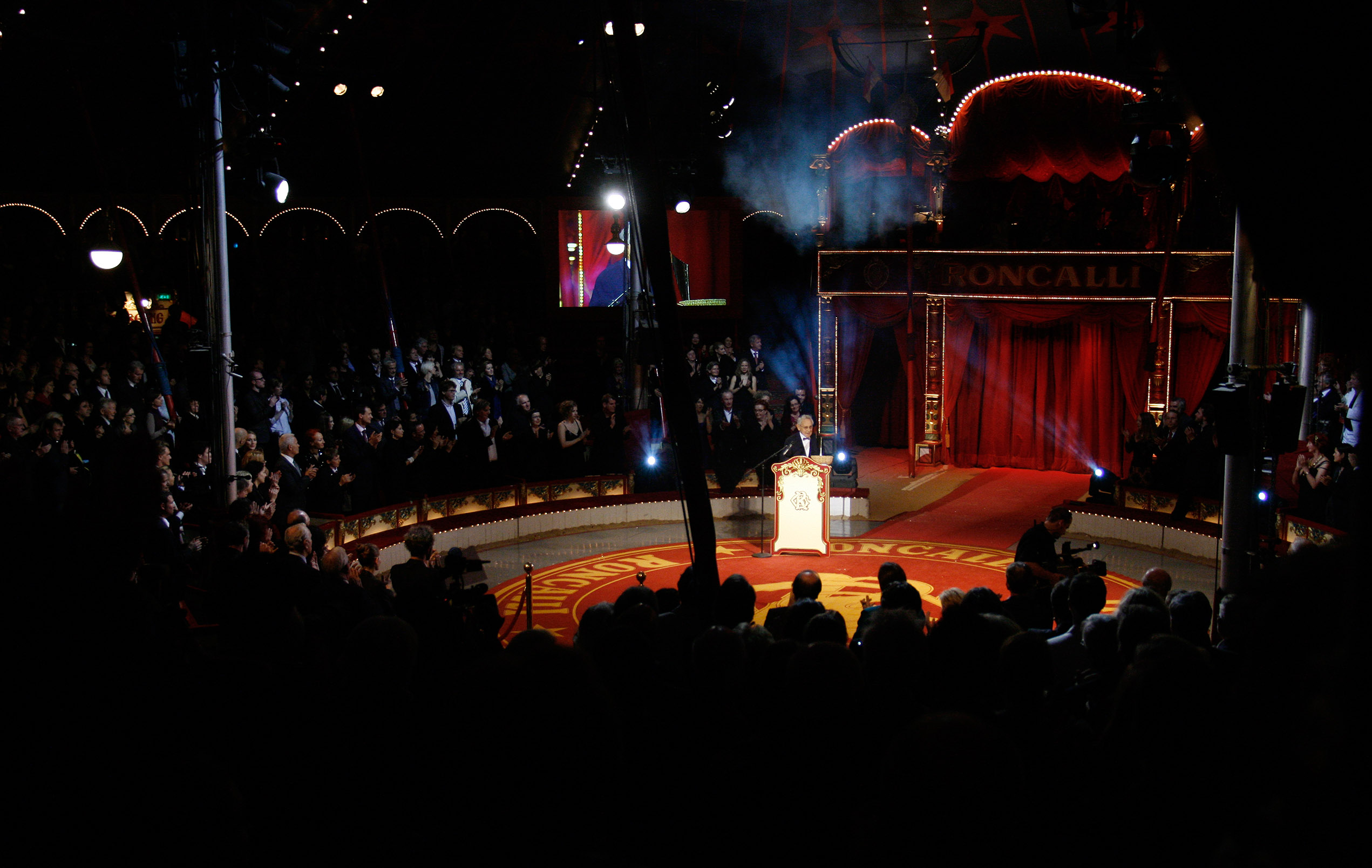
Standing ovations pour Otto Tausig (Nestroy 2009)

Depuis 2000, des personnalités importantes du monde du théâtre sont récompensées pour l'ensemble de leur œuvre au prix du Théâtre Nestroy.

## Lauréats

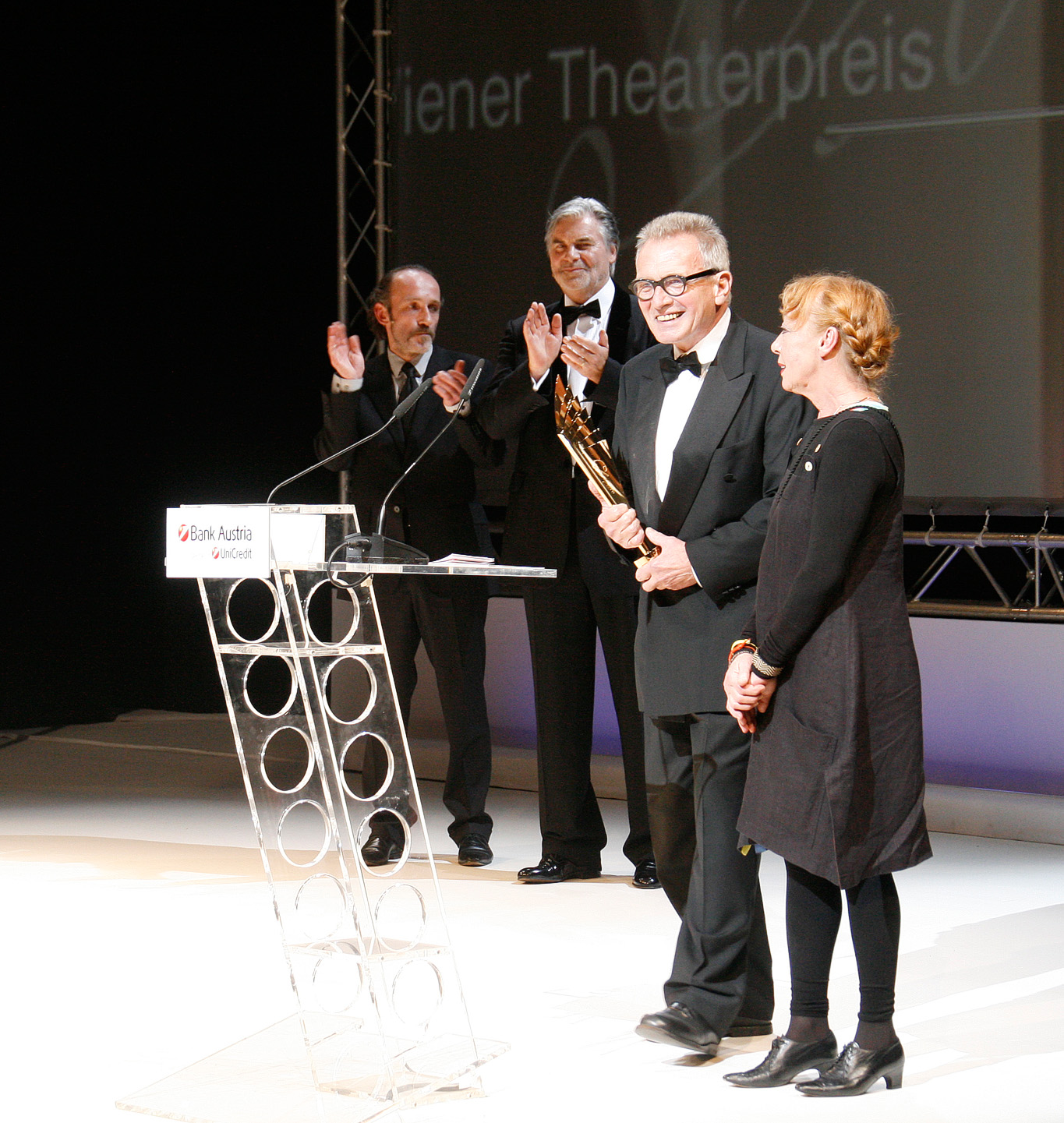
Ulrike Kaufmann et Erwin Piplits (Nestroy 2010)

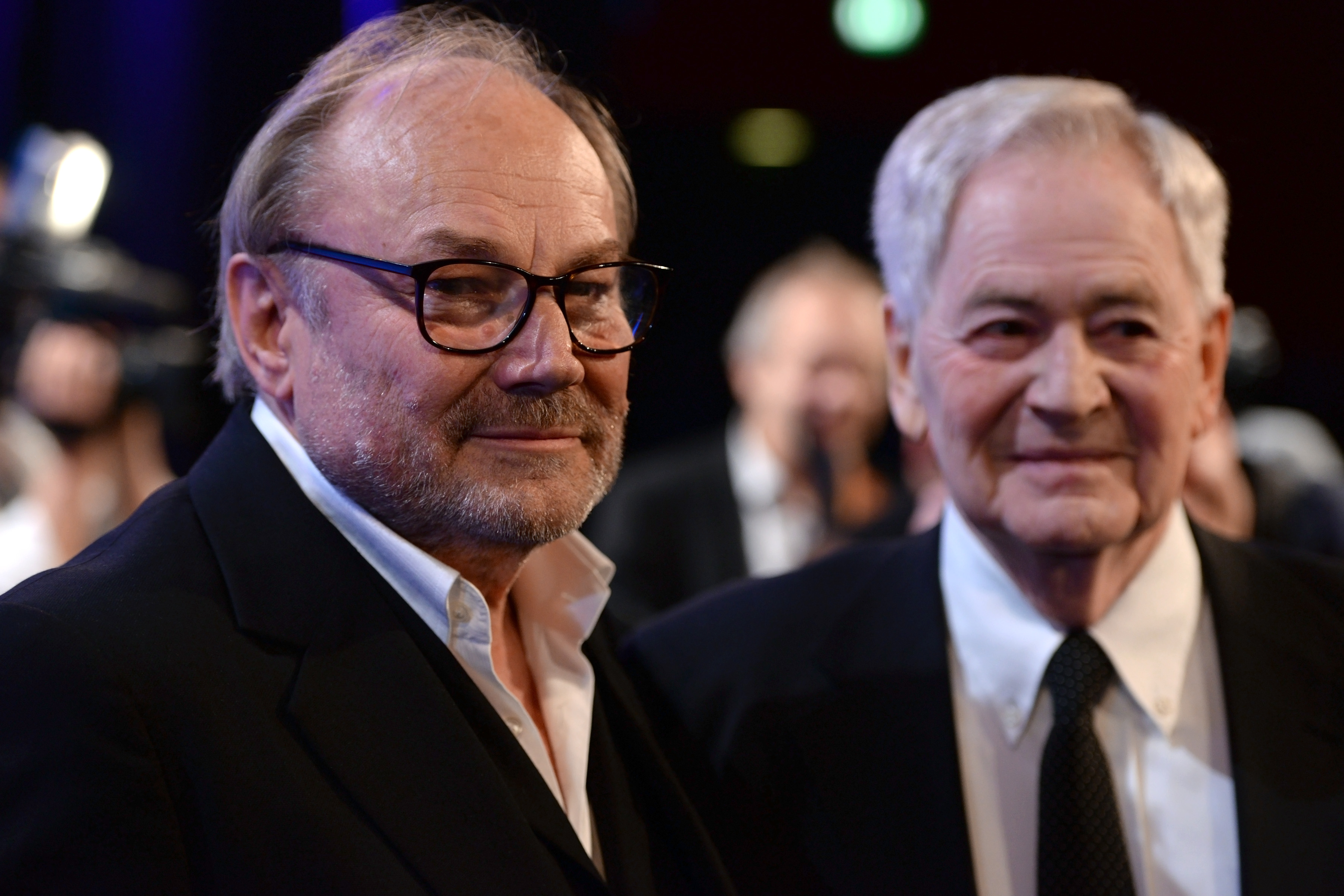
Klaus Maria Brandauer et le laudateur István Szabó (Nestroy 2014)

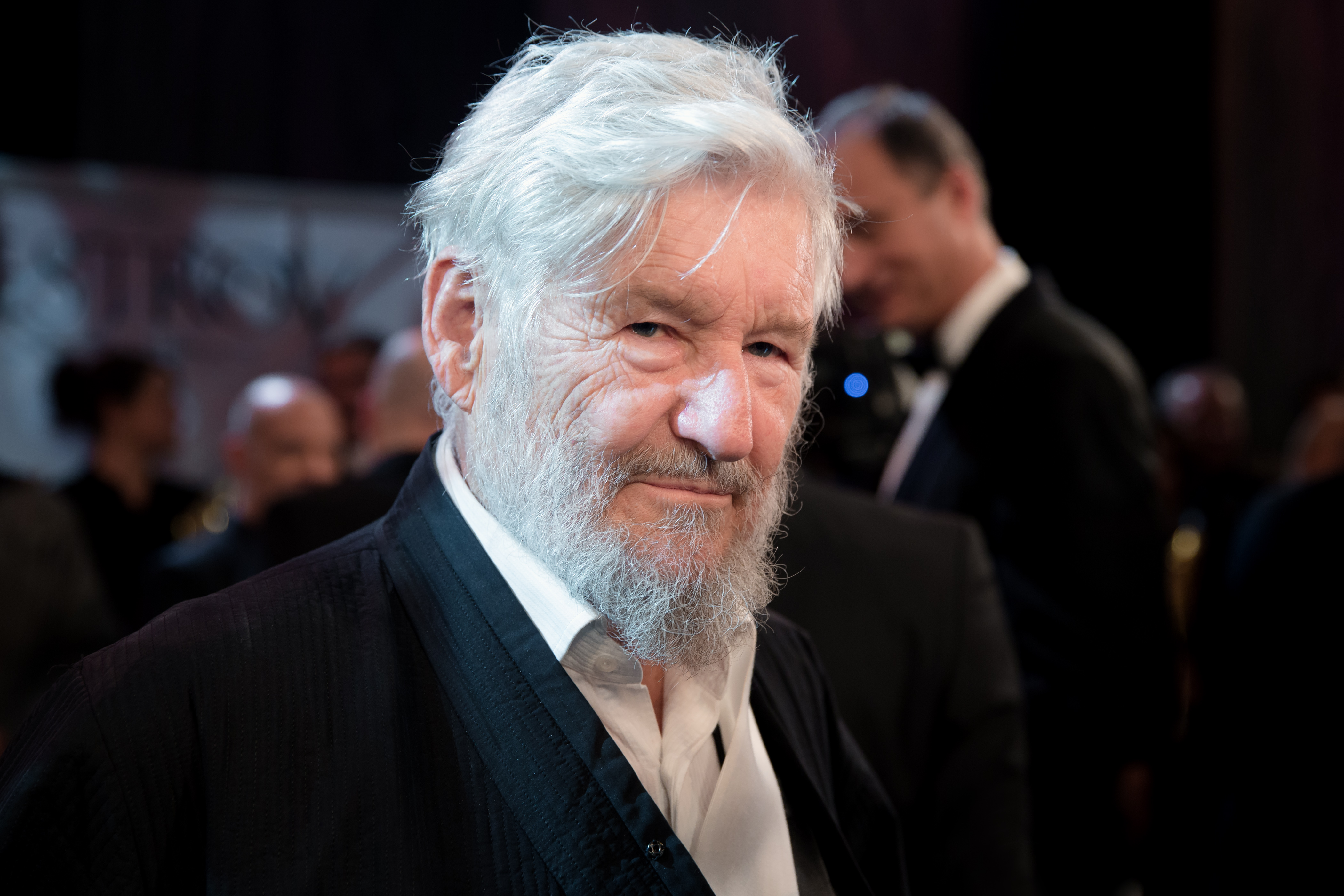
Achim Freyer (Nestroy 2015)

| Année | Lauréats                         | Éloge                                  |
| ----- | -------------------------------- | -------------------------------------- |
| 2000  | Otto Schenk                      | Sunnyi Melles                          |
| 2001  | George Tabori                    | Gert Voss                              |
| 2002  | Claus Peymann                    | André Heller                           |
| 2003  | Loup Gusti                       | Michel Heltau                          |
| 2004  | Hans Gratzer                     | Michael Schottenberg                   |
| 2005  | Michel Heltau                    | Klaus Bachler                          |
| 2006  | Walter Schmidinger               | Klaus Maria Brandauer                  |
| 2007  | Hilde Sochor                     | Paulus Manker                          |
| 2008  | Peter Zadek                      | Matthias Matussek                      |
| 2009  | Otto Tausig                      | Gerhard Klingenberg                    |
| 2010  | Ulrike Kaufmann et Erwin Piplits | Karl Markovics                         |
| 2011  | Peter Turrini                    | Kirsten Dene, texte d'Elfriede Jelinek |
| 2012  | Karlheinz Hackl                  | Heinz Marecek                          |
| 2013  | Luc Bondy                        | Johanna Wokalek                        |
| 2014  | Klaus Maria Brandauer            | István Szabó                           |
| 2015  | Achim Freyer                     | Hermann Beil                           |
| 2016  | Frank Castorf                    | Jasna Fritzi Bauer                     |
| 2017  | Kirsten Dene                     | Michael Maertens                       |
| 2018  | Peter Handke                     | Klaus Maria Brandauer                  |
| 2019  | Andrea Breth                     | Roland Koch                            |
| 2020  | Christoph Marthaler              |                                        |
| 2021  | Elfriede Jelinek                 |                                        |
| 2022  | Elisabeth Orth                   |                                        |
| 2023  | Emmy Werner                      | Karl Markovics                         |